# Петур Петурссон
Пе́тур Пе́турссон (27 июня 1959 года) — исландский футболист, нападающий.

## Карьера
Начал карьеру в составе клуба ИА в 1976 году. Он сыграл 14 матчей и забил 4 мяча. В следующем сезоне (16 мячей в 18 матчах) он станет чемпионом Исландии. В 1978 году он снова станет лучшим бомбардиром чемпионата Исландии (19 мячей).
В первом сезоне он сумел закрепиться в основе клуба. Его 12 мячей помогли занять клубу второе место в чемпионате. Во втором сезоне он забил 23 гола, став одним из лучших бомбардиров лиги. В сезоне 1980/81 он потеряет место в основе, сыграв лишь 14 матчей (7 мячей).
В «Андерлехте» и «Антверпене» он не сумел показать своей лучшей игры, забив лишь 17 голов в 71 матче.
Отыграв по сезону за «Фейеноорд» и «Эркулес», нападающий вернётся на родину. За карьеру он сыграл 315 матчей и забил 144 мяча в чемпионатах четырёх стран.
Петурссон сыграл за сборную 41 матч и забил 11 мячей. В период с 1987 по 1990 года забил в пяти матчах за сборную кряду. Болельщикам наиболее памятен его дубль в ворота сборной Турции, не пустивший последних на ЧМ-1990.

## Достижения
- Чемпион Исландии: 1977
- Обладатель Кубка Исландии: 1978, 1986
- Обладатель Кубка Нидерландов: 1979/80